# Leucastea dimidiate
Leucastea dimidiate es una especie de coleóptero de la familia Megalopodidae.

## Distribución geográfica
Habita en  Natal (Sudáfrica).